# Costa da Caparica
Costa da Caparica ist eine Gemeinde und Stadt in Portugal.

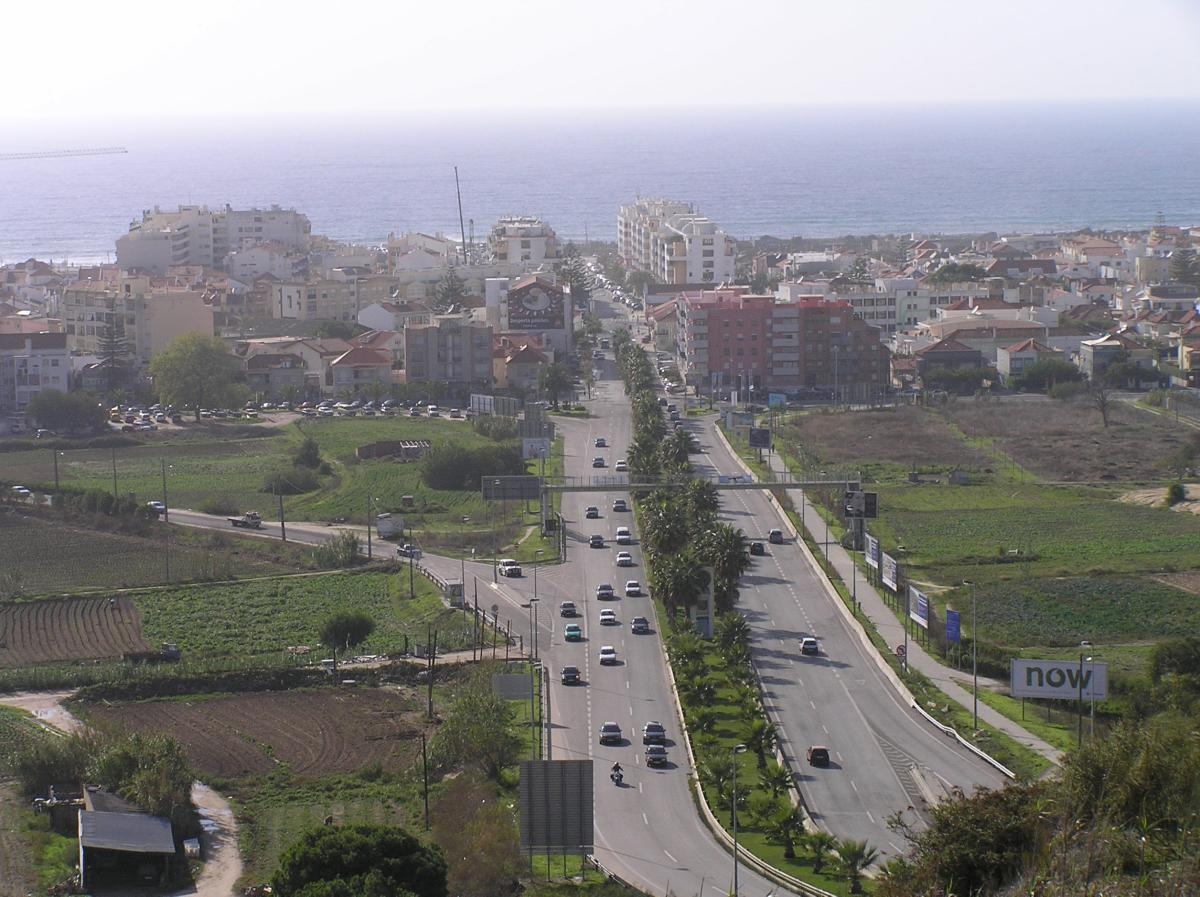
Panoramasicht der Stadt

 Die Gemeinde ist 10,2 km² groß und hat 13.968 Einwohner (Stand 19. April 2021). Das Stadtrecht bekam der Ort am 9. Dezember 2004 verliehen.
Costa da Caparica liegt im Kreis Almada, nahe der Mündung des Tejo in den Atlantik, am Lissabon gegenüberliegenden Ufer. Von dort verkehrt die Schmalspurbahn „Minicomboio da Caparica“ zum 9 km südlich gelegenen Fonte da Telha.

## Öffentliche Einrichtungen

### Freizeit- und Sportanlagen
Der Fußballverein Grupo Desportivo dos Pescadores da Costa de Caparica (G.D.P.C.C.) spielt auf dem Campo Pescadores. Bekannter ehemaliger Spieler der Mannschaft ist Marco Airosa, der 2004 hier seine Profikarriere begann.